# لیره مالت
لیره مالت (به انگلیسی: Maltese lira) (به زبان بومی: lira Maltija) با کد ایزوی MTL، یکای پول رایج در کشور مالت است. مسئولیت کنترل این یکای پول برعهدهٔ بانک مرکزی مالت قرار دارد.